# Serral
Йо́она Со́тала (фин. Joona Sotala, род. 22 марта 1998, Порнайнен, Южная Финляндия), более известный под псевдонимом Serral, — финский профессиональный игрок в StarCraft II, играющий за расу зергов и в настоящий момент выступающий за команду BASILISK. Чемпион мира 2018 года и первый не-кореец, удостоившийся этого титула. Чемпион мира 2022 года, который прошел в Катовице. По состоянию на 2025 год, за свою карьеру Serral заработал более 1 657 260 долларов призовых. После своего второго титула чемпиона мира стал игроком, заработавшим наибольшее количество призовых в дисциплине StarCraft II.

## Биография

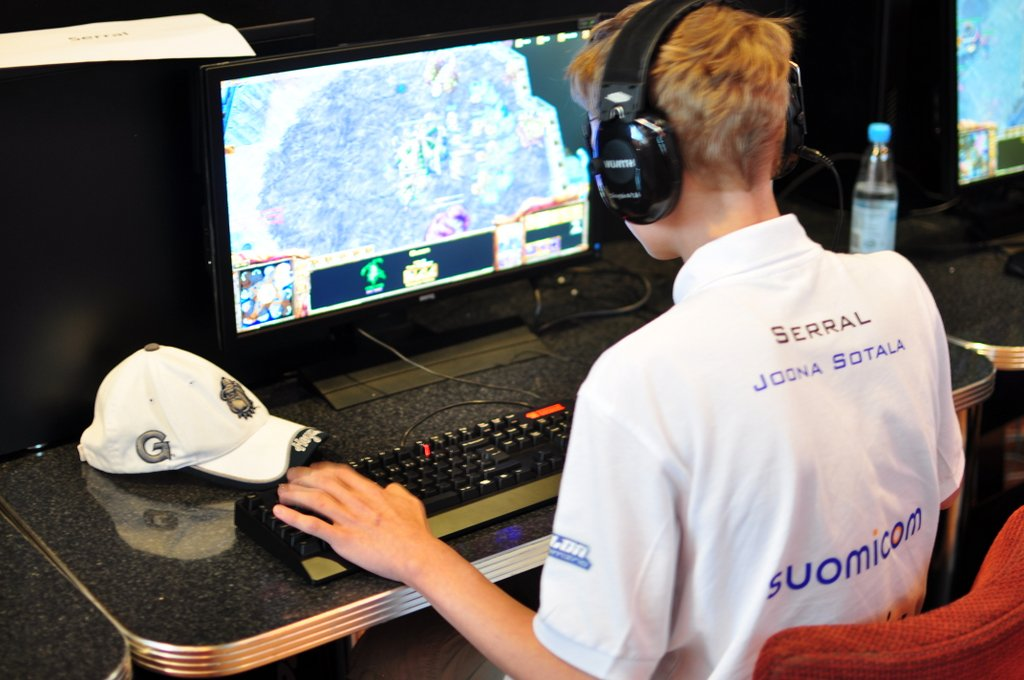
Serral на ASUS ROG Summer 2012

Йоона Сотала родился и вырос в общине Порнайнен в Финляндии и был вторым ребёнком в семье. Играть в StarCraft он начал вслед за своим братом Йонне «Protosser» Соталой, который был на 4 года старше него; в киберспорт пошёл также вслед за ним. Его брат закончил карьеру раньше него, переехав в Сеул для поступления в университет. Киберспортивная карьера Йооны началась в 2012 году в команде eXelon Gaming; с 23 августа 2013 года он выступает за финскую команду ENCE eSports. В 2014 году ENCE eSports решила отказаться от содержания команды по StarCraft II и Serral получил приглашение вступить в команду mYinsanity, которое с радостью принял. В 2016 году он вернулся в команду ENCE eSports.

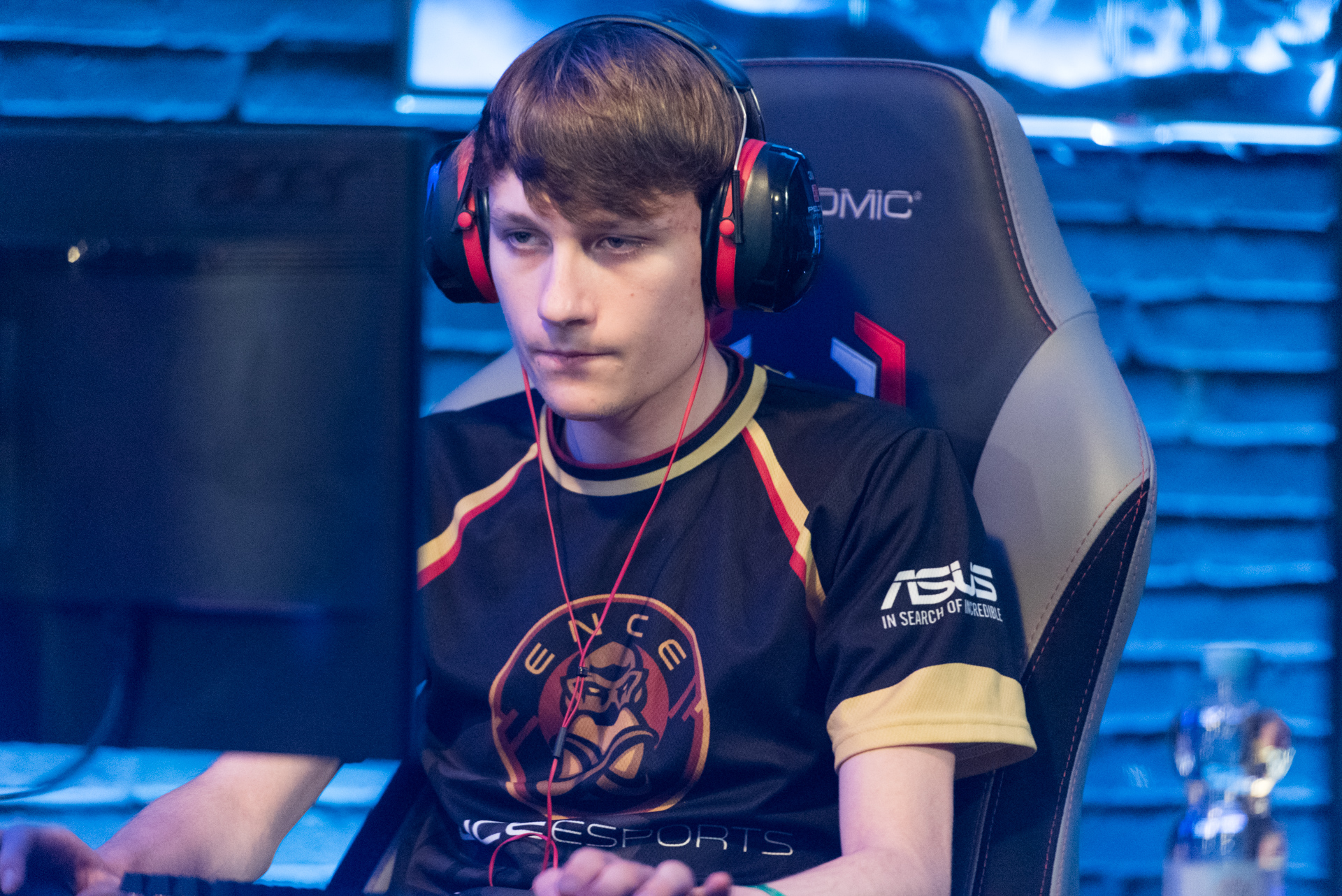
Serral на HomeStory Cup XV в 2017 году

По словам Йооны, он показывал достойный уровень игры ещё когда он только начинал играть, однако он практически не развивался первые 5 лет своей карьеры и не мог выигрывать турниры. Серьёзное развитие его навыков началось в начале 2017 года, когда он окончил школу и смог уделять киберспорту всё своё время. В 2017 году Serral стал чемпионом Европы по версии World Electronic Sports Games.
В 2018 году Serral выиграл все 4 некорейских отборочных турнира в Лейпциге, Остине, Валенсии и Монреале. Кроме того, он лидировал по числу очков за выигранные турниры в своём регионе (что является альтернативным способом попадания на финальную стадию чемпионата мира), обгоняя следующего за ним Тобиаса «ShoWTimE» Зибера более чем в 4 раза. В самостоятельном турнире 2018 GSL vs The World Йоона занял первое место, обыграв таких видных корейских киберспортсменов, как Ли «INnoVation» Син Хён, Пак «Dark» Риюнг Ву и Ким «Stats» Дэ Ёп. Благодаря этим достижениям, он являлся одним из фаворитов на титул чемпиона мира — наряду с Чо «Maru» Сон Чу, имевшим аналогичный послужной список в корейском регионе. Предполагалось, что Serral и Maru пройдут полуфинал и встретятся в финальном поединке. Однако Maru вылетел из турнира в четвертьфинале, и финал Serral сыграл со Stats, выиграв у него со счётом 4:2. Таким образом он стал первым в истории некорейским киберспортсменом, победившем на WCS — крупнейшем турнире по StarCraft II, а также первым за всю историю StarCraft и StarCraft II некорейцем, признанным чемпионом мира. ESPN назвал победу Serral лучшим моментом 2018 года в киберспорте.
В 2018 году Serral был номинирован на титул игрока 2018 года по версии ESPN, однако победителем стал Доминик «SonicFox» Маклин, профессиональный игрок в файтинги.
На первом европейском турнире системы WCS 2019 года, WCS Winter Europe, Serral дошёл до финала, где проиграл Риккардо «Reynor» Ромити со счётом 3:4. На втором чемпионате, WCS Spring, Serral взял чемпионство, одержав в финал победу над Хуаном Карлосом «SpeCial» Тена Лопезом со счётом 4:0. На 2019 WCS Summer Йоона снова встретился в финале с Reynor и проиграл ему со счётом 2:4, заняв таким образом второе место в турнире. На 2019 GSL vs The World Йоона занял первое место, обыграв в финале Миколая «Elazer» Огоновски со счётом 4:2.

## Стиль игры
Serral старается играть в Starcraft II максимально «правильным», непобедимым в теории способом. Он максимизирует эффективность своей экономики, защищая свою территорию и отвлекая соперника постоянными атаками. Он эффективно распределяет войска, координируя одновременные атаки и выставляя необходимую оборону.
По словам Йооны, он выбрал расу зергов, потому что она «ощущается расой, обладающей наибольшим контролем над ходом игры».

## Личная жизнь
В свободное время играет в гольф.

## Достижения
- 2017 WCS Jönköping (2-е место)
- 2018 WCS Leipzig (1-е место)[20]

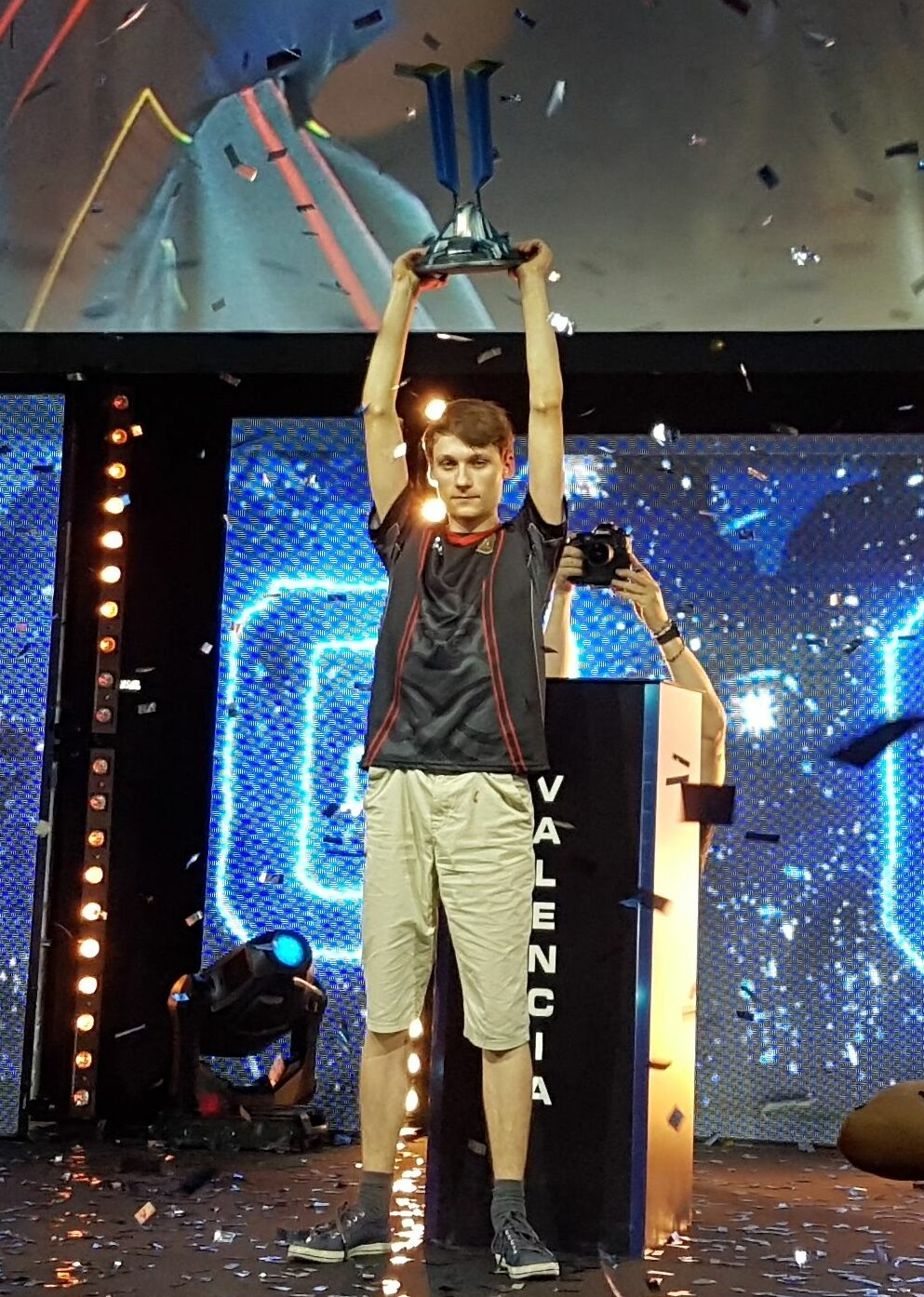
Serral после победы на 2018 WCS Valencia

- IEM Season XII — World Championship (3-4-е место)
- World Electronic Sports Games 2017 (3-е место)
- 2018 WCS Austin (1-е место)[21]
- 2018 WCS Valencia (1-е место)[22]
- 2018 GSL vs The World (1-е место)[23]
- 2018 WCS Montreal (1-е место)
- 2018 WCS Global Finals (1-е место)[24]
- World Electronic Sports Games 2018 (2-е место)[25]
- 2019 WCS Winter Europe (2-е место)[16]
- 2019 WCS Spring (1-е место)[17]
- 2019 WCS Summer (2-е место)[18]
- 2019 GSL vs The World (1-е место)[19]
- 2019 WCS Fall (1-е место)[26]
- 2019 WCS Global Finals (3-4-е место)[27]
- IEM Katowice 2020 (3-4-e место)
- DH SC2 Masters 2020 Summer (1-е место) [28]
- DH SC2 Masters 2020 Fall: Europe (3-е место)
- DH SC2 Masters 2020 Winter: Europe (3-е место)
- DH SC2 Masters 2020 Winter: Season Finals (1-е место)
- TeamLiquid StarLeague 6 (2-е место)
- DH SC2 Masters 2020: Last Chance 2021 (2-е место)
- DH SC2 Masters 2021 Fall: Europe (2-е место)
- DH SC2 Masters 2021 Fall: Season Finals (1-е место)
- DH SC2 Masters 2021 Winter: Europe (1-е место)
- NeXT 2021 S2 – SC2 Masters (1-e место)
- TeamLiquid StarLeague 8 (2-е место)
- IEM Katowice 2022 (1-е место)[4]
- IEM Katowice 2024 (1-е место)[29]
- Esports World Cup 2024 (2-е место)[30]